# Air Force Institute of Technology
L'Air Force Institute of Technology (« Institut de technologie de l'armée de l'air », AFIT) est une école d'études supérieures et un fournisseur de services de formation professionnelle et continue pour les forces armées des États-Unis. Il fait partie de l'United States Air Force.
Il est situé dans l'Ohio à la base aérienne Wright-Patterson, près de Dayton.
L'AFIT est une composante de l'Air University (AU) et de l'Air Education and Training Command (AETC).